# Wilhelm Mayer (General)
Wilhelm Mayer (* 7. Oktober 1886 in Urach; † 17. Juli 1950 in Egglkofen) war ein deutscher Offizier, zuletzt General der Flieger der Luftwaffe der Wehrmacht im Zweiten Weltkrieg.

## Leben
Mayer trat am 24. Juli 1905 als Fahnenjunker in das Grenadier-Regiment „König Karl“ (5. Württembergisches) Nr. 123 der Württembergischen Armee in Ulm ein. Von Januar bis Oktober 1906 besuchte er die Kriegsschule Danzig und wurde im Anschluss zum Leutnant befördert. Von Oktober 1913 bis Juli 1914 absolvierte er die Kriegsakademie in Berlin und war im Juli 1914 zusätzlich zum Luftschiffer-Bataillon Nr. 1 in Tegel abkommandiert.
Mit Ausbruch des Ersten Weltkrieges rückte Mayer als Oberleutnant mit seinem Stammregiment an die Westfront und fungierte hier bis 27. März 1915 als Zug- und Kompanieführer. Man versetzte ihn dann als Generalstabsoffizier in den Stab der Armeegruppe „von Strantz“, aus der er aber bereits Anfang Mai 1915 wieder ausschied. Es folgten über das Kriegsende hinaus bis Mitte Dezember 1918 weitere Generalstabsverwendungen bei acht verschiedenen Dienststellen sowie seine Zwischenzeitliche Beförderung zum Hauptmann am 18. Juni 1915. In der Folge war er beim Armeeoberkommando 3 (Mai 1915 bis April 1917), bei der 20. Landwehr-Division (April bis Dezember 1917), bei der Heeresgruppe Linsingen (Dezember 1917 bis Februar 1918), im Generalkommando z. b. V. 56, bei der Heeresgruppe Eichhorn, im I. Reserve-Korps (April 1918), im Generalstab der 17. Armee sowie zuletzt von Juni bis Dezember 1918 im VII. Reserve-Korps. Für seine Leistungen während des Krieges war Mayer mit beiden Klassen des Eisernen Kreuzes, dem Ritterkreuz des Militärverdienstordens, dem Ritterkreuz I. Klasse des Albrechts-Ordens mit Schwertern sowie dem Österreichischen Militärverdienstkreuz III. Klasse mit Kriegsdekoration ausgezeichnet worden.
Am 18. Dezember 1918 wurde Mayer zu seinem Stammregiment zurückversetzt und versah hier bis zur Demobilisierung am 22. März 1919 Dienst. Er schloss sich dann dem aus Teilen seines alten Regiments gebildeten Freikorps, dem 2. Württembergischen Freiwilligen-Regiment sowie anschließend dem 1. Württembergischen Freiwilligen-Regiment an. Zum 1. August 1919 übernahm man Mayer in die Vorläufige Reichswehr und verwendete ihn zunächst im Stab des Infanterie-Führers 13. Dann fungierte er ab 1. Oktober 1919 als Kompaniechef in dem aus dem 1. Württembergischen Freiwilligen-Regiment hervorgegangenen Reichswehr-Schützen-Regiment 26 sowie kurzzeitig vom 1. Oktober bis 31. Dezember 1920 in selbiger Funktion im Reichswehr-Schützen-Regiment 25.
Zum 1. Januar 1921 trat Mayer zum Stab des 13. (Württembergischen) Infanterie-Regiments der Reichswehr über, wo er bis Anfang März 1924 blieb. Zuletzt fungierte er dort von Oktober 1922 an als Kompaniechef. Am 5. März 1924 wurde Mayer für den Rest des Monats zum Gruppenkommando 1 abkommandiert. Von dort wurde er am 1. April 1924 in das Reichswehrministerium versetzt, wo Mayer bis Ende September 1927 als Referent in der Heeres-Organisationsabteilung (T 2) des Truppenamtes eingesetzt war. Anschließend diente er, seit 1. Februar 1928 als Major, bis September 1930 im Stab des Artillerie-Führers V in Stuttgart. Die Folgejahre fungierte Mayer bis September 1933 als Lehrer an der Kavallerieschule Hannover, wo er diverse Fähnrichslehrgänge unterrichtete. Im Oktober 1933 stieg Mayer zum Chef des Stabes im Wehrkreiskommando Elbing auf.
Zum 1. April 1936 trat Mayer zur Luftwaffe über, wo er bis Ende Februar 1937 als Chef der 1. Abteilung im Reichsluftfahrtministerium Verwendung fand. Zwischenzeitlich hatte man ihn mit der Wahrnehmung der Geschäfte als Chef des Luftwaffen-Führungsstabes beauftragt. Von März 1937 bis Juni 1938 fungierte Mayer als Kommandeur der Fliegerschulen und der Fliegerersatz-Abteilung 7. Zum 1. Juli 1938 wurde er zum Kommandierenden General und Befehlshaber des Luftgaus IV Dresden ernannt sowie am 1. August 1939 zum Generalleutnant befördert.
Dieses Kommando behielt Mayer über den Beginn des Zweiten Weltkriegs hinweg und wurde am 1. Februar 1941 zum General der Flieger befördert. Vom 24. Oktober 1941 bis 15. Juni 1943 war er in gleicher Funktion im Luftgau Südost bzw. im Luftgaustab Griechenland tätig. Dann wurde Mayer in die Führerreserve versetzt, aus welcher er am 31. Mai 1944 in den Ruhestand übertrat. Eine Reaktivierung bis Kriegsende erfolgte, wie eine anschließende Kriegsgefangenschaft, nicht.